# 드로고 1세 캄파넨시스

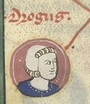
드로고 1세

드로고(Drogo, 670년/675년? - 708년) 또는 드로쿠스(Drocus, 프랑스어:Dreux)는 프랑크 왕국의 귀족으로 카롤링거 왕조 출신이었다. 부르군트 왕국의 궁재이자, 캄파니아(현재의 샹파뉴)의 공작, 부르군트 왕국의 궁재, 부르군트 공작으로, 아우스트라시아 궁재 피핀 2세와 적처 플렉트루데의 넷째 아들이었다. 카를 마르텔의 이복 형이다.
카를 마르텔의 이복 형으로 부르군트 왕국의 궁재로 임명되었으나 708년 봄에 갑작스럽게 사망하였다.

## 생애
프랑크 왕국 아우스트라시아의 궁재 헤르스탈의 피핀 2세 또는 뚱보 피핀과 그의 처 플렉트루데의 아들이다. 초기의 행적은 알려진 것이 없으나 690년 그는 캄파니아(현, 상파뉴) 공작으로 지명되었고, 695년 부르군트 공작, 697년 아버지 피핀 2세를 대신하여 부르군트 왕국의 궁재직과 부르군트 공작에 지명되었다.
상파뉴에서의 그는 몽티에르 엔 데흐 수도원과 하우트빌레 수도원(현, 오르트빌 수도원)을 통제, 장악하고 영향력을 행사했다.
경쟁자였던 네우스트리아의 궁재였던 바라토가 죽자, 아버지 피핀 2세는 바라토와 안세플리드의 딸 안세트루드와 그를 결혼시켰다. 이 결혼에서 3명 혹은 4명의 자녀가 태어났다. 그의 결혼으로 피핀 2세의 네우스트리아 내의 영향력은 강화되었다.
한때 그는 생 드니 수도원과 재산 분쟁으로 문제를 일으켜 왕궁에서 그를 고소했다. 힐데베르트 3세는 생 드니 수도원에 관대한 판결을 내렸다. 697년에는 투소노발 수도원과 노이시 수르 오이세(Noisy-sur-Oise) 빌라에 대한 분쟁을 일으켰다.
708년 봄에 갑작스럽게 사망, 그의 아버지는 그를 메츠의 성 아르눌프 수도원에 매장하였다. 그의 죽음으로 부르군트와 캄파니아 공작직은 아들 아르눌프에게 상속되었고, 714년 피핀 2세가 죽자 그의 지위는 다른 아들들에게 분할 상속되었다.

## 같이 보기
- 부르군트 왕국
- 카롤링거 왕조
- 메로빙거 왕조
- 피핀 2세
- 카를 마르텔

## 참고
- Rudolf Schieffer: Die Karolinger. 4., überarbeitete und erweiterte Auflage. Kohlhammer, Stuttgart 2006, ISBN 978-3-17-019099-3, S. 27 f., 32 f., 36 und 38.